# Euxoa indirecta
Euxoa indirecta là một loài bướm đêm trong họ Noctuidae.